# Marcel Camprubí
Marcel Camprubí Pijuan (15 september 2001) is een Spaans wielrenner die in 2023 prof werd bij Q36.5 Pro Cycling Team.

## Carrière
In 2021 werd Camprubí, achter Iván Cobo, tweede op het nationale kampioenschap voor beloften.
In 2023 Camprubí prof bij Q36.5 Pro Cycling Team, dat hem overnam van de opleidingsploeg van EOLO-Kometa. Zijn debuut voor de ploeg maakte hij in de Ronde van Murcia, waar hij op de tachtigste plaats eindigde. In maart maakte hij zijn debuut in de World Tour, toen hij aan de start stond van de Strade Bianche. Later dat jaar werd hij onder meer zevende in het eindklassement van de Ronde van de Aostavallei en elfde in de Coppa Sabatini.

## Resultaten in voornaamste wedstrijden
|      | \| Jaar \| Parijs-Roubaix \| Luik-Bast.‑Luik \| Waalse Pijl \| \| ---- \| -------------- \| --------------- \| ----------- \| \| 2025 \| 88e \| 123e \| 33e \| |                 |             |
| Jaar | Parijs-Roubaix | Luik-Bast.‑Luik | Waalse Pijl |
| 2025 | 88e | 123e            | 33e         |

## Ploegen
- 2023 –  Q36.5 Pro Cycling Team
- 2024 –  Q36.5 Pro Cycling Team
- 2025 –  Q36.5 Pro Cycling Team

Abreha · Badilatti · Bauer · Brambilla · Calzoni · Camprubi · Christen · Colombo · Conca · Davis · Devriendt · Donovan · Fedeli · Hagen · Howson · Ludvigsson · Małecki · Monk · Moschetti · Parisini · Puppio · Rosskopf · Sajnok · Zukowsky · Novák (stagiair)
Abreha · Azparren · Badilatti · Brambilla · Calzoni · Camprubi · Christen · Colombo (vanaf 1/8) · Conca · de la Cruz · Devriendt · Donovan · Fancellu · Frison · Hagen · Howson · Ludvigsson · Małecki · Monk · Moschetti · Nizzolo · Parisini · Rosskopf · Sajnok · Steimle · Townsend · Whelan · Zukowsky · Krijnsen (stagiair) · Sommer (stagiair)